# Cobie Smulders
Jacoba Francisca Maria "Cobie" Smulders, född 3 april 1982 i Vancouver, British Columbia, Kanada, är en kanadensisk skådespelare och före detta fotomodell. Hon är mest känd för sin roll som Robin Scherbatsky i CBS:s TV-serie How I Met Your Mother.

## Biografi
Smulders föddes i Vancouver, British Columbia av en brittisk mor och holländsk far. Hon fick sitt namn efter sin holländska gammelfaster, Jacoba, från vilket hon fick smeknamnet "Cobie". Som barn ville Smulders bli antingen läkare eller marinbiolog, men hon började få ett intresse för skådespeleri i high school och var med i ett flertal skolpjäser. Hon gick ut high school 2000 vid Lord Byng Secondary School med höga betyg; hon blev framröstad till "Mest Respekterad". I tonåren upptäcktes hon av en modellbyrå vilket ledde till att hon började som internationell modell.
Smulders och hennes make, skådespelaren Taran Killam, har en dotter vid namn Shaelyn Cado Killam, född den 16 maj 2009. Paret fick ytterligare en dotter i januari 2015.

## Roller
Smulders första roll var som en gäst i TV-kanalen Showtimes science fiction-serie Jeremiah och hon har sedan dess varit gäststjärna i ett flertal serier, däribland återkommande roller i The L Word.
Hennes första permanenta serieroll var i den kortlivade ABC-serien Veritas: The Quest; hennes andra var i serien som hon är mest känd för, CBS:s komediserie How I Met Your Mother. Där spelar hon TV-reportern Robin Scherbatsky som också är kanadensisk. Hon har även varit med i Walking Tall där hon spelar Jay Hamiltons flickvän som åker med honom i hans bil när Chris stoppar dem för trasig baklykta.
Hon har även varit med i The Avengers i rollen som Agent Maria Hill. Hon spelar den rollen igen i filmen Captain America: The Winter Soldier och TV-serien Agents of S.H.I.E.L.D..

## Filmografi

### Film
| År   | Titel                               | Roll                | Noteringar  |
| ---- | ----------------------------------- | ------------------- | ----------- |
| 2001 | Candy from Strangers                | Martina             | Kortfilm    |
| 2004 | Walking Tall                        | Eye candy           |             |
| 2004 | I'll Fated                          | Mary                |             |
| 2005 | The Long Weekend                    | Ellen               |             |
| 2006 | Escape                              | Psychotic brunette  | Kortfilm    |
| 2006 | Dr. Miracles                        | Mrs. Peterson       | Kortfilm    |
| 2007 | The Storm Awaits                    | Anabella DeLorenzo  | Kortfilm    |
| 2009 | The Slammin' Salmon                 | Tara                |             |
| 2012 | The Avengers                        | Agent Maria Hill    |             |
| 2012 | Grassroots                          | Clair               |             |
| 2013 | Safe Haven                          | Carly Jo Wheatley   |             |
| 2013 | Delivery Man                        | Emma                |             |
| 2014 | Lego filmen                         | Wonder Woman        | Endast röst |
| 2014 | Captain America: The Winter Soldier | Agent Maria Hill    |             |
| 2014 | They Came Together                  | Flickvän            |             |
| 2015 | Results                             | Kat                 |             |
| 2015 | Avengers: Age of Ultron             | Agent Maria Hill    |             |
| 2015 | Unexpected                          | Samantha Abbot      |             |
| 2016 | The Intervention                    | Ruby                |             |
| 2016 | Jack Reacher: Never Go Back         | Susan Turner        |             |
| 2017 | Literally, Right Before Aaron       | Allison             |             |
| 2017 | Killing Gunther                     | Lisa McCalla        |             |
| 2018 | Avengers: Infinity War              | Agent Maria Hill    | Cameo       |
| 2018 | Alright Now                         | Joanne              |             |
| 2019 | Lego filmen 2                       | Wonder Woman        | Endast röst |
| 2019 | Avengers: Endgame                   | Agent Maria Hill    | Cameo       |
| 2019 | Spider-Man: Far From Home           | Agent Maria Hill    |             |
| 2024 | Sharp Corner                        | Rachel Davis-McCall |             |

### TV
| År        | Titel                                | Roll                 | Noteringar                 |
| --------- | ------------------------------------ | -------------------- | -------------------------- |
| 2002      | Special Unit 2                       | Zoe                  | Avsnitt "The Wish"         |
| 2002      | Jeremiah                             | Deborah              | Avsnitt "Thieves' Honor"   |
| 2003      | Tru Calling                          | Sarah Webb           | Avsnitt "Brother's Keeper" |
| 2003-2004 | Veritas: The Quest                   | Juliet Droil         | 13 avsnitt                 |
| 2004      | Smallville                           | Shannon Bell         | Avsnitt "Bound"            |
| 2005      | The L Word                           | Leigh Ostin          | 4 avsnitt                  |
| 2005      | Andromeda                            | Rhades fru           | 2 avsnitt                  |
| 2005-2014 | How I Met Your Mother                | Robin Scherbatsky    |                            |
| 2010      | How to Make It in America            | Hayley               | Pilot avsnitt              |
| 2013-2015 | Agents of S.H.I.E.L.D.               | Agent Maria Hill     | 3 avsnitt                  |
| 2017      | Syskonen Baudelaires olycksaliga liv | Mother/Mrs. Quagmire | 8 avsnitt                  |
| 2017      | Friends from College                 | Lisa Turner          | 8 avsnitt                  |